# Jolien Wittock
Jolien Wittock est une ancienne joueuse de volley-ball belge née le 22 février 1990 à Saint-Nicolas (Flandre-Orientale). Elle mesure 1,88 m et jouait au poste de réceptionneuse-attaquante. Elle a totalisé 28 sélections en équipe de Belgique. Elle a mis un terme à sa carrière de volleyeuse professionnelle en 2019.

## Clubs
| Club                   | De        | À         |
| ---------------------- | --------- | --------- |
| VC Sint Gillis Waas    | 2001-2002 | 2001-2002 |
| VC Waasland            | 2002-2003 | 2004-2005 |
| VT Temse               | 2005-2006 | 2006-2007 |
| Asterix Kieldrecht     | 2007-2008 | 2007-2008 |
| VK Modřanská Prostějov | 2008-2009 | 2008-2009 |
| Volley 2002 Forlì      | 2009-2010 | 2010-2011 |
| Asterix Kieldrecht     | 2011-2012 | 2012-2013 |
| Datovoc Tongeren       | 2013-2014 | 2013-2014 |
| VC Oudegem             | 2014-2015 | 2015-2016 |
| Hermes Volley Oostende | 2016-2017 | 2016-2017 |
| Datovoc Tongeren       | 2017-2018 | 2018-2019 |

## Palmarès

### Clubs
- Championnat de Belgique
  - Vainqueur :2008, 2012.
  - Finaliste :2013.
- Championnat de République tchèque
  - Vainqueur : 2009.
- Coupe de République tchèque
  - Vainqueur : 2009.
- Supercoupe de Belgique
  - Vainqueur : 2012.

### Distinctions individuelles
- Championnat d'Europe féminin de volley-ball des moins de 18 ans 2007: Meilleure marqueuse.
- Championnat du monde de volley-ball féminin des moins de 18 ans 2007: Meilleure marqueuse[2].